# Not Today
„Not Today” – koreański singel południowokoreańskiej grupy BTS, wydany 13 lutego 2017 roku. Utwór promował album You Never Walk Alone. Sprzedał się w nakładzie 245 405 egzemplarzy w Korei Południowej.
Japońska wersja tego utworu pojawiła się na singlu „Chi, ase, namida” (jap. 血、汗、涙) 10 maja 2017 roku.

## Lista utworów
Singel koreański
| Nr | Tytuł       | Słowa i kompozycja                                  | Produkcja | Czas |
| -- | ----------- | --------------------------------------------------- | --------- | ---- |
| 1. | "Not Today" | Pdogg, Bang Si-hyuk, Rap Monster, Supreme Boi, June | Pdogg     | 3:51 |

## Notowania

### Wersja koreańska
| Lista                         | Najwyższa pozycja |
| ----------------------------- | ----------------- |
| Gaon Weekly Digital Chart     | 6                 |
| Gaon Weekly Download Chart    | 4                 |
| Gaon Weekly Streaming Chart   | 33                |
| Gaon Weekly BGM Chart         | 23                |
| Billboard World Digital Chart | 2                 |
| Billboard Canadian Hot 100    | 77                |
| Suomen virallinen lista       | 7                 |
| Japan Hot 100                 | 23                |

### Wersja japońska
| Lista         | Najwyższa pozycja |
| ------------- | ----------------- |
| Japan Hot 100 | 30                |